# Jim Pirri
Jim Pirri (1964, Lakewood (Colorado)) is een Amerikaanse acteur en stemacteur. 

## Biografie
Pirri heeft zijn studie theater afgerond aan de Universiteit van Colorado.
Pirri begon in 1989 met acteren in de film Bicycle Safety Camp. Hierna heeft hij nog meerdere rollen gespeeld in televisieseries en films zoals Reasonable Doubts (1992-1993), Valley of the Dolls (1994), Lois & Clark: The New Adventures of Superman (1995), Union Square (1997-1998), Providence (2001) en Victorious (2010-2011).

## Filmografie<

### Films
Uitgezonderd korte films.
- 2023 Spider-Man: Across the Spider-Verse - als diverse stemmen
- 2022 Rise of the Teenage Mutant Ninja Turtles: The Movie - als diverse stemmen
- 2021 Batman: The Long Halloween, Part Two - als Sal Maroni (stem)
- 2021 Batman: The Long Halloween - als Sal Maroni (stem)
- 2021 Batman: The Long Halloween, Part One - als Sal Maroni (stem)
- 2021 Luca – als mr. Branzino (stem)
- 2021 The Mitchells vs. the Machines – als stem
- 2018 Salt Water – als coach Ferris
- 2018 Suicide Squad: Hell to Pay – als Vandal Savage / Count Vertigo (stemmen)
- 2016 Now You See Me 2- als oog (stem)
- 2016 The Cheerleader Murders als Keith
- 2015 The Hunted – als muppet / Jim
- 2014 Penguins of Madagascar – als gondelier (stem)
- 2014 The Fault in Our Stars – als stem
- 2014 Audrey – als Pierre
- 2011 Collaborator – als officier Revel
- 1999 And the Beast Goes On: The Sonny and Cher Story – als Buddy Black
- 1997 Perfect Target – als Miguel Ramirez
- 1996 The Dark Mist – als Opal
- 1994 Without Warning – als Robert Marino
- 1994 Ring of Steel – als Brian
- 1991 Fever – als barkeeper van Dexter
- 1990 Welcome Home, Roxy Carmichael – als Jim Reese
- 1989 The Wizard – als Studiotourgids
- 1989 Bicycle Safety Camp – als Sam Sprocket

### Televisieseries
Uitgezonderd eenmalige gastrollen.
- 2023 The Riddler: Secrets in the Dark - als Arnold Flass - 3 afl.
- 2020 – 2022 The Owl House – als Alador Blight / Amity's Father – 5 afl.
- 2020 Wizards: Tales of Arcadia – als diverse stemmen – 4 afl.
- 2018 – 2019 3Below: Tales of Arcadia – als stemmen – 3 afl.
- 2016 – 2018 Trollhunters – als stemmen – 6 afl.
- 2017 – 2018 Dragons: Race to the Edge – als stemmen – 6 afl.
- 2015 Star vs. the Forces of Evil – als Millhorse (Vincenzo)
- 2010 – 2012 Victorious – als papa – 7 afl.
- 2011 Shake It Up! – als ome Frank – 3 afl.
- 2001 Providence – als Peter Calcatera – 4 afl.
- 1997 – 1998 Union Square – als Jack Pappas – 13 afl.
- 1995 Lois & Clark: The New Adventures of Superman – als agent Dan Scardino – 3 afl.
- 1994 Valley of the Dolls – als Kean-Claude – 65 afl.
- 1992 – 1993 Reasonable Doubts – als Asher Roth – 7 afl.

### Computerspelen
Selectie:
- 2024 Call of Duty: Black Ops 6 - als Gabriel Armato
- 2024 Suicide Squad: Kill the Justice League - als Rick Flag
- 2023 Diablo IV - als diverse stemmen
- 2022 Return to Monkey Island - als Flambe
- 2022 Saints Row - als stem
- 2022 Diablo Immortal - als stem
- 2020 Call of Duty: Black Ops Cold War – als stem
- 2019 Days Gone – als William 'Boozer' Gray
- 2018 Red Dead Redemption 2 – als Angelo Bronte
- 2018 World of Warcraft: Battle for Azeroth – als stem
- 2018 God of War – als stem
- 2017 Wolfenstein II: The New Colossus – als John Anderson
- 2017 Injustice 2 – als mr. Freeze
- 2016 Final Fantasy XV – als Regis Lucis Caelum
- 2016 Call of Duty: Infinite Warfare – als Akeel Min Riah
- 2016 Battlefield 1 – als oude Luca Vincenzo Cocciola
- 2016 Mafia III – als stemmen
- 2016 World of Warcraft: Legion – als Melris Malagan / Nathanos Blightcaller
- 2016 Uncharted 4: A Thief's End – als stemmen
- 2015 Rise of the Tomb Raider – als stemmen
- 2014 World of Warcraft: Warlords of Draenor – als stem
- 2013 Grand Theft Auto V – als stem
- 2012 Diablo III – als stem
- 2011 L.A. Noire – als Carlo Arquero